# Isis ochracea
Isis ochracea is een zachte koraalsoort uit de familie Isididae. De wetenschappelijke naam is gepubliceerd in 1758 door Linnaeus in de tiende editie van Systema naturae. 